# Uloborus rufus
Uloborus rufus är en spindelart som beskrevs av Schmidt och Krause 1995. Uloborus rufus ingår i släktet Uloborus och familjen krusnätsspindlar. Inga underarter finns listade i Catalogue of Life.